# Närstående
Närstående kallas medlem i familj och andra nära anhöriga, det vill säga make och maka, sammanboende, registrerad partner, barn och barnbarn.
Närståendebegreppet är inte enhetligt definierat, utan beror på sammanhanget.
I sekretesslagen definieras inte begreppet, trots att sekretess föreligger beträffande uppgift om enskilds personliga förhållanden, om det av särskild anledning kan antas att den enskilde eller någon till denne närstående skulle lida men, om uppgiften röjs.
Faktiskt släktskap behöver inte föreligga. Sambor och fosterföräldrar och fosterbarn kan som regel inbegripas.
Högsta domstolen har bedömt ett par som närstående vid fråga om grov fridskränkning av man mot kvinna trots att båda hade tillgång till egen bostad.
Högsta domstolen har ansett svärfar som närstående vid tillämpning av 12 § 3 st förmånsrättslagen.
Närståendebegreppet är betydligt utvidgat i konkurslagen.
Som närstående till gäldenären anses den som är 
1. gift med gäldenären eller är
2. syskon eller
3. släkting i rätt upp- eller nedstigande led till gäldenären eller är
4. besvågrad med honom i rätt upp- eller nedstigande led eller så att den ene är gift med den andres syskon samt den som på annat sätt
5. står gäldenären personligen särskilt nära.[5]

Med uttrycket "står gäldenären personligen särskilt nära" avses sambo och fosterbarn.
Som närstående till en näringsidkare eller en juridisk person anses vidare juridisk eller fysisk person som
1. har en väsentlig gemenskap med näringsidkaren eller den juridiska personen som är grundad på andelsrätt eller därmed jämförligt ekonomiskt intresse,
2. inte ensam men tillsammans med en närstående till honom har sådan gemenskap med näringsidkaren eller den juridiska personen som sägs under 1,
3. genom en ledande ställning har ett bestämmande inflytande över verksamhet som näringsidkaren eller den juridiska personen bedriver,
4. är närstående till någon som enligt 1--3 är närstående.[6]

## Fotnoter
1. ↑  ”Arkiverade kopian”. Arkiverad från originalet den 15 maj 2008. https://web.archive.org/web/20080515013354/http://lagen.nu/1980:100#. Läst 17 juni 2009.
2. ↑  SEKRETESS I
FOLKBOKFÖRINGEN sid 11 nederst http://www.riksarkivet.se/Sve/Publikationer/Filer/sekretess.pdf
3. ↑  https://lagen.nu/dom/nja/2004s97
4. ↑  https://lagen.nu/dom/nja/1986s519
5. ↑  https://lagen.nu/1987:672#K4P3
6. ↑  https://lagen.nu/1987:672#K4P3S2